# Pierre-Antoine Donnet
Pour les articles homonymes, voir Donnet.
Pierre-Antoine Donnet, né le 11 août 1953 à Colmar, est un journaliste français. Rédacteur en chef de l’Agence France-Presse (AFP), jusqu'en 2018, il collabore depuis 2020 au site Asialyst. 
Spécialiste de la Chine et du Tibet, il est l'auteur entre autres de Tibet mort ou vif et de Quand la Chine achète le Monde. Il est le fils du chimiste Jean-Baptiste Donnet (1923-2014).

## Biographie
Il est le fils du chimiste français Jean-Baptiste Donnet et de Simone Schmitt,. À l'âge de 16 ans, il  voyage au Mexique, au Guatemala et aux États-Unis. Il obtient son baccalauréat en 1973 et s’installe à Strasbourg pour y suivre des études de sciences politiques.  En 1979, à l’issue d’un voyage en Asie (Japon, Thaïlande, Birmanie,...), il décide d’apprendre le chinois. Il suit les cours à l’Institut national des langues et civilisations orientales, puis réside un an à Hong Kong et une autre année à Taïwan. Il commence à travailler au sein de l’Agence France-Presse en 1982.
Journaliste, diplômé en sciences politiques et en chinois de l'Institut d'études politiques de Strasbourg et de l'Institut national des langues et civilisations orientales, il est correspondant de l’AFP à Pékin de 1984 à 1989. Spécialiste de la Chine, il commence à s’intéresser au Tibet en 1985, lors d’un premier voyage au Tibet mandaté par l’AFP. L’ampleur des destructions, et les récits terrifiants qu’il recueille l’amène à écrire un livre, Tibet mort ou vif qui a reçu le prix Alexandra-David-Néel/Lama-Yongden en 1990. 
Pierre-Antoine Donnet est ensuite nommé correspondant de l’AFP au Japon à Tokyo de 1993 à 1998 ; puis directeur du bureau de Varsovie en Pologne à partir de 1999.
Pierre-Antoine Donnet, a été rédacteur en chef régional pour le Moyen-Orient, puis a été nommé en 2005 rédacteur en chef central de l'AFP, succédant à Éric Wishart, nommé directeur de la région Asie. Il occupe ce poste jusqu'en septembre 2018 et collabore au site Asialyst depuis 2020.
En octobre 2024, il devient rédacteur en chef du trimestriel Asia Magazine.

## Livres
- Tibet mort ou vif, préface Élisabeth Badinter, Gallimard ; 1990, Nouv. éd. augm 1993,  (ISBN 2070328023)  ; (en) Tibet: Survival in Question, traduction Tica Broch, Oxford/Zed Books, 1994,  (ISBN 0195635736, 1856491307 et 1856491293)
- Le Japon achète le monde, Éditions du Seuil, 1991,  (ISBN 2020123940)
- Tibet, des journalistes témoignent, ouvrage collectif, codirigé avec Jean-Paul Ribes et Guy Privat), Éditions L'Harmattan, 1991,  (ISBN 2738413145)
- Au Tibet avec Tintin, (avec Michel Serres, Benoît Peeters, Pascale Dollfus & Pierre Sterckx, Tournai), Casterman, 1994,  (ISBN 220300407X)
- Tibet, un autre monde  (avec Robert Dompnier), Éditions Olizane, 1993,  (ISBN 2880861322)
- Le Tibet veut vivre, in Olivier Moulin (dir.), Tibet, l'envers du décor, Genève, Éditions Olizane, 1993, pp. 249-254.
- Le choc Europe/Asie, Éditions du Seuil, 1998,  (ISBN 2020299046)
- Le Japon, la fin d'une économie, avec Anne Guarrigue, Gallimard; 2000,  (ISBN 2070413551)
- Cabu en Chine, Éditions du Seuil, 2000,  (ISBN 2020361752)
- Cabu en Inde, Éditions du Seuil, 2002,  (ISBN 2020483440)
- Volcans d'Auvergne : Les montagnes et les hommes, Éditions Alan Sutton, 2003,  (ISBN 2842539389)
- Les Châteaux d'Auvergne, Éditions Alan Sutton, 2004,  (ISBN 2-84910-147-8) (BNF 39288349)
- Chine, 30 ans de photographies de l'AFP, Éditions Philippe Picquier, 2008
- La Saga Michelin, Éditions du Seuil, 2008.
- Quand la Chine achète le Monde, Philippe Picquier, 2018,  (ISBN 2809713170)
- Le leadership mondial en question : l'affrontement entre la Chine et les Etats-Unis, Éditions de l'Aube, 2020,  (ISBN 9782815937016)
- Chine le grand prédateur, un défi pour la planète, Éditions de l'Aube, 2021,  (ISBN 978-2-8159-4456-4)
- Le dossier chinois - Portrait d'un pays au bord de l'abîme, ouvrage collectif, Le Cherche Midi,  2022,  (ISBN 978-2-7491-7484-6)
- Confucius aujourd'hui - Un héritage universaliste, Éditions de l'Aube, 2023, (ISBN 978-2-8159-4206-5)
- Chine, l'empire des illusions, Saint Simon, 2024,  (ISBN 978-2374350615)
- Japon, l'envol vers la modernité  (ill. Cabu), Éditions de l'Aube, 2024 (ISBN 978-2-8159-5597-3)

## Accueil critique
Pour le journaliste Dorian Malovic de La Croix, l'ouvrage Chine le grand prédateur, un défi pour la planète de Pierre-Antoine Donnet, publié en 2021, présente une « enquête fouillée et implacable sur le régime chinois actuel ».

### Distinctions
- 1990 : Prix Alexandra-David-Néel/Lama-Yongden pour Tibet mort ou vif.
- 2019 : Prix des directeurs financiers TURGOT - DFCG, pour Quand la Chine achète le Monde[9].
- 2021 : Prix spécial des directeurs financiers DFCG-TURGOT pour Le leadership mondial en question[10].